# Algorithme de Remez
En mathématiques, l’algorithme de Remez, du nom de son inventeur Eugène Yakovlevitch Remez, vise à construire la meilleure approximation polynomiale d'une fonction continue sur un intervalle borné, étant donné le degré maximal du polynôme.
Cet algorithme est le calcul pratique lié au théorème d'équi-oscillation de Tchebychev (cf. Théorie de l'approximation). Voir aussi les polynômes de Tchebychev.

## Algorithme
Le but est de trouver le polynôme {\displaystyle P_{n}(x)} de degré n qui approche au mieux une fonction continue f donnée sur un intervalle {\displaystyle [a,b]}, dans le sens où le maximum de la différence entre le polynôme et la fonction doit être minimal :
{\displaystyle P_{n}={\textrm {arg}}\min \left(\sup _{a\leq x\leq b}\left|P_{n}(x)-f(x)\right|\right)}
Cela implique que la différence entre le polynôme et la fonction atteindra {\displaystyle n+2} extremums, de même amplitude et qui alterneront.
On note le polynôme recherché :
{\displaystyle P_{n}(x)=a_{0}+a_{1}\cdot x+a_{2}\cdot x^{2}+a_{3}\cdot x^{3}+...+a_{n}\cdot x^{n}}  
Il y a donc {\displaystyle n+1} inconnues qui sont :
{\displaystyle a_{0};a_{1};a_{2};a_{3};...;a_{n}}
Première étape :
Un départ possible est de choisir les zéros du polynôme de Tchebychev de degré {\displaystyle n+1} et de déterminer le polynôme {\displaystyle P_{n}(x)} qui coïncide avec la fonction en ces points. Il faut faire une homothétie des zéros pour tenir compte des bornes de l'intervalle.
Les valeurs à prendre en compte sont :
{\displaystyle z_{k}={\frac {a+b}{2}}+{\frac {b-a}{2}}\cdot \cos \left({\frac {(2k-1)\pi }{2n+2}}\right)} ,    pour {\displaystyle k\in \{1,\ldots ,n+1\}.}
Il faut donc résoudre :
{\displaystyle P_{n}(z_{k})=f(z_{k})}   pour   {\displaystyle k\in \{1,\ldots ,n+1\}.}
Explicitement, si on cherche les coefficients du polynôme {\displaystyle P_{n}(x)} cela donne :
{\displaystyle \forall k\in [\![1;n+1]\!],\,a_{0}+a_{1}\cdot z_{k}+a_{2}\cdot z_{k}^{2}+a_{3}\cdot z_{k}^{3}+...+a_{n}\cdot z_{k}^{n}=f(z_{k})}
Sous forme de matrice, cela donne :
{\displaystyle {\begin{pmatrix}1&z_{1}&z_{1}^{2}&...&z_{1}^{n}\\1&z_{2}&z_{2}^{2}&...&z_{2}^{n}\\...&...&...&...&...\\1&z_{n+1}&z_{n+1}^{2}&...&z_{n+1}^{n}\\\end{pmatrix}}{\begin{pmatrix}a_{0}\\a_{1}\\...\\a_{n}\end{pmatrix}}={\begin{pmatrix}f(z_{1})\\f(z_{2})\\...\\f(z_{n+1})\\\end{pmatrix}}}
Première étape, meilleur départ :
Un meilleur départ est de choisir les extremums du polynôme de Tchebychev de degré {\displaystyle n+1}, bornes comprises.
{\displaystyle x_{k}={\frac {a+b}{2}}+{\frac {b-a}{2}}\cdot \cos \left({\frac {(k-1)\pi }{n+1}}\right),\,\forall k\in \{1,\ldots ,n+2\}.}
Deuxième étape :
Une fois un premier polynôme approximant la fonction trouvé, chercher les n+2 extremums de la différence entre le polynôme et la fonction. En général, les deux bornes {\displaystyle a} et {\displaystyle b} font partie de ces extremums.
Cela devrait donner {\displaystyle n+2} points {\displaystyle x_{1},x_{2},...,x_{n+2}}.
En général, {\displaystyle x_{1}=a} est le premier extremum, ensuite les autres extremums alternent entre "minima" et "maxima", jusqu'à {\displaystyle x_{n+2}=b}.
Troisième étape :
Déterminer le polynôme {\displaystyle P_{n}(x)} de degré {\displaystyle n} qui satisfait :
{\displaystyle P_{n}(x_{k})+(-1)^{k}\cdot e=f(x_{k}),\,\forall k\in \{1,\ldots ,n+2\}.}
où e est la n+2e inconnue.
Si l'approximation trouvée n'est pas suffisamment bonne, retourner à l'étape 2.
En général une itération suffit, la convergence est très rapide.
Sous forme de matrice, l'équation à résoudre est :
{\displaystyle {\begin{pmatrix}1&x_{1}&x_{1}^{2}&...&x_{1}^{n}&-1\\1&x_{2}&x_{2}^{2}&...&x_{2}^{n}&(-1)^{2}\\...&...&...&...&...\\1&x_{n+1}&x_{n+1}^{2}&...&x_{n+1}^{n}&(-1)^{n+1}\\1&x_{n+2}&x_{n+2}^{2}&...&x_{n+2}^{n}&(-1)^{n+2}\end{pmatrix}}{\begin{pmatrix}a_{0}\\a_{1}\\...\\a_{n}\\e\end{pmatrix}}={\begin{pmatrix}f(x_{1})\\f(x_{2})\\...\\f(x_{n+1})\\f(x_{n+2})\end{pmatrix}}}
La valeur absolue {\displaystyle |e|} donne une bonne estimation de la différence maximale entre le polynôme et la fonction sur l'intervalle {\displaystyle [a,b]} donné.
Remarque
Une dernière légère amélioration serait d'écrire le polynôme sous la forme :
{\displaystyle P_{n}(x)=c_{0}+c_{1}\cdot T_{1}(x)+c_{2}\cdot T_{2}(x)+c_{3}\cdot T_{3}(x)+...+c_{n}\cdot T_{n}(x)}
où {\displaystyle T_{n}(x)} est le n-ème polynôme de Tchebychev.
Ensuite on évalue efficacement ce polynôme en {\displaystyle x} par
{\displaystyle d_{n+1}=0;\quad d_{n}=c_{n};}
{\displaystyle d_{j}=2\cdot x\cdot d_{j+1}-d_{j+2}+c_{j}}
  pour  
{\displaystyle j=n-1,n-2,n-3,...,3,2,1}
{\displaystyle P_{n}(x)=x\cdot d_{1}-d_{2}+c_{0}}
Les coefficients {\displaystyle c_{k}} décroîtront habituellement rapidement.